# Jochen Roggenbock
Jochen Roggenbock (* 18. April 1947 in Itzehoe; † 2. Juli 2023) war ein deutscher Politiker (SPD). Er war von 1977 bis 1987 Mitglied des Landtags von Schleswig-Holstein.

## Leben und Beruf
Roggenbock schloss 1968 die Schule mit dem Abitur ab. Er studierte Rechtswissenschaften, legte 1975 sein Erstes Staatsexamen ab und war dann Gerichtsreferendar beim Oberlandesgericht Hamburg. Das zweite Staatsexamen legte er 1977 ab. Roggenbock war als Rechtsanwalt und Notar in Itzehoe tätig. Er war verheiratet und hatte drei Kinder.

## Politik
Im Jahr 1968 trat Roggenbock in die SPD ein. Er war von 1968 bis 1973 Kreisvorsitzender der Jungsozialisten und wurde 1973 SPD-Kreisvorsitzender im Kreis Steinburg. Von 1969 bis 1973 engagierte er sich ehrenamtlich als Vorsitzender von Amnesty International Itzehoe.
1974 wurde Roggenbock in den Stadtrat von Itzehoe gewählt, er war zeitweise stellvertretender Bürgervorsteher der Stadt.
Am 12. September 1977 wurde er Abgeordneter des schleswig-holsteinischen Landtags, als er für Joachim Steffen, der sein Mandat niedergelegt hatte, ins Landesparlament nachrückte. Bei den Landtagswahlen von 1979 und 1983 konnte Roggenbock sein Mandat behaupten, beide Male zog er über die Landesliste der SPD in den Kieler Landtag ein. Er war Abgeordneter bis zum 2. Oktober 1987. Im Landtag war er unter anderem im Eingaben- sowie im Innen- und Rechtsausschuss tätig.
Bei der Itzehoer Bürgermeisterwahl am 22. September 2002 bewarb Roggenbock sich als unabhängiger Kandidat. Seine Kandidatur wurde allerdings vom Gemeindewahlausschuss wegen eines Formfehlers abgelehnt – er hatte seine Unterlagen auf falschen Formblättern im Wahlamt abgegeben. Ein erster Einspruch gegen die Gültigkeit der Wahl am 10. Oktober 2002 wurde zunächst vom schleswig-holsteinischen Innenministerium zurückgewiesen. Roggenbock erhob Klage beim schleswig-holsteinischen Verwaltungsgericht, das am 11. September 2003 die Bürgermeisterwahl für ungültig erklärte, woraufhin das Innenministerium seine vorherige Entscheidung aufhob. Bei der Wiederholung der Wahl am 22. Februar 2004 kam Roggenbock auf 8,5 % der Stimmen, Rüdiger Blaschke, der parteilose Kandidat der CDU, der die ungültige Wahl im September 2002 mit 64,7 % gewonnen hatte, erzielte bei der Wiederholung 88,6 %.